# Ataenidia
Ataenidia é um género botânico pertencente à família Marantaceae.